# Lockheed Constellation
Die Lockheed Constellation (englisch umgangssprachlich: „Connie“) ist ein viermotoriges Propellerflugzeug mit Kolbenmotoren, das Anfang der 1940er Jahre auf Anregung des Milliardärs Howard Hughes von Lockheed in Burbank, Kalifornien, entwickelt wurde. Die im Februar 1946 erstmals im Linienverkehr eingesetzte Constellation war nach der – von 1938 bis 1940 nur zehnmal gebauten – Boeing 307 Stratoliner das zweite Langstrecken-Verkehrsflugzeug, das sowohl mit einer Druckkabine als auch einer Klimaanlage ausgerüstet war.
Sie war das Grundmodell der äußerst erfolgreichen Constellation-Baureihe, die 1950 über die Super Constellation führte und 1956 mit dem Starliner endete. Eines ihrer markantesten Konstruktionsmerkmale ist die Auslegung mit drei Seitenleitwerken, die gewählt wurde, um das Flugzeug an die Höhe der damaligen Hangars anzupassen.
Der Typ wurde sowohl in der Zivil- als auch in der Militärluftfahrt eingesetzt und kam als Transportmaschine bei der Berliner Luftbrücke und als Regierungsflugzeug (Air Force One) für US-Präsident Dwight D. Eisenhower zum Einsatz.

## Geschichte

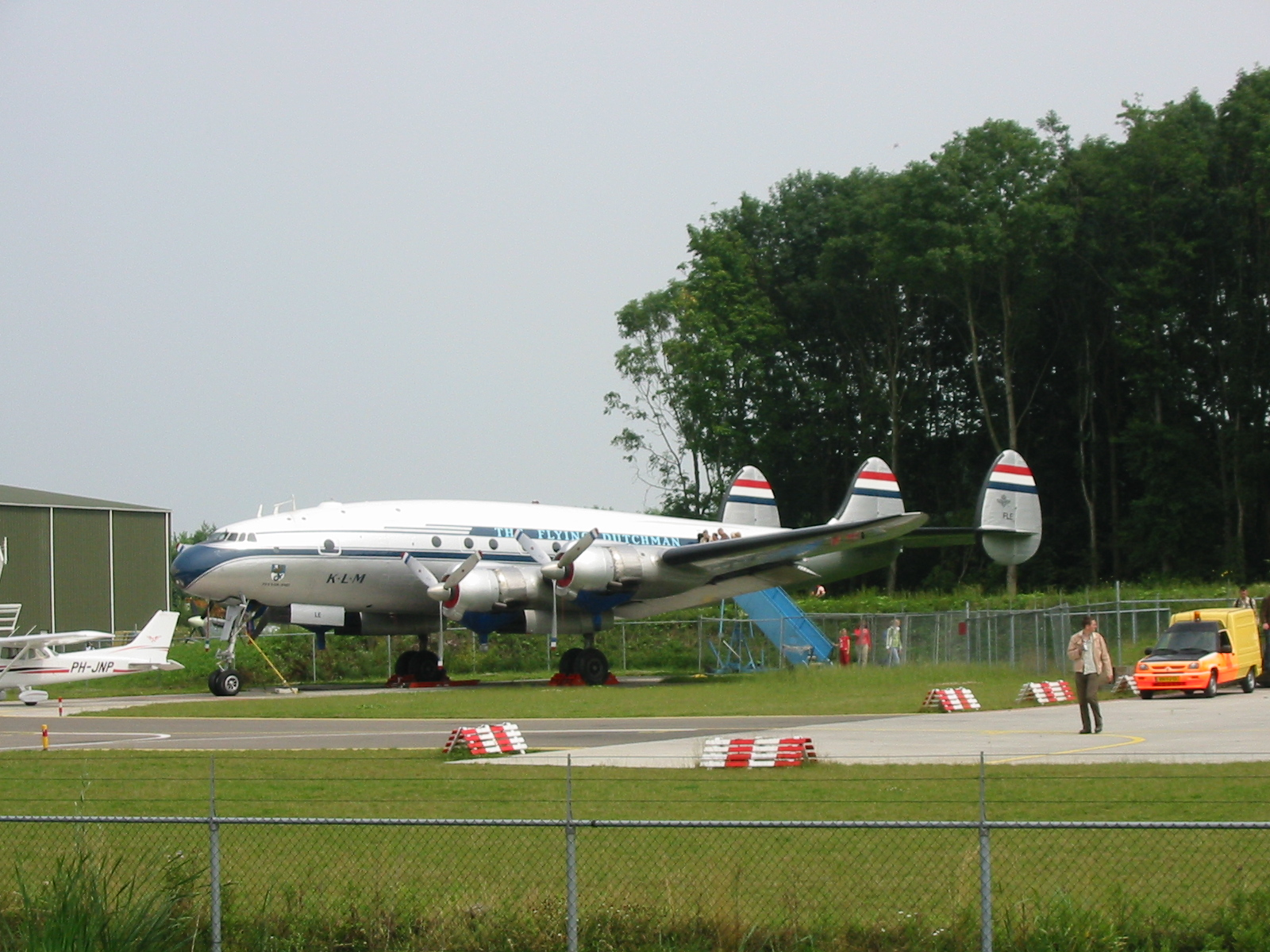
Lockheed L-749 Constellation im Aviodrome-Museum

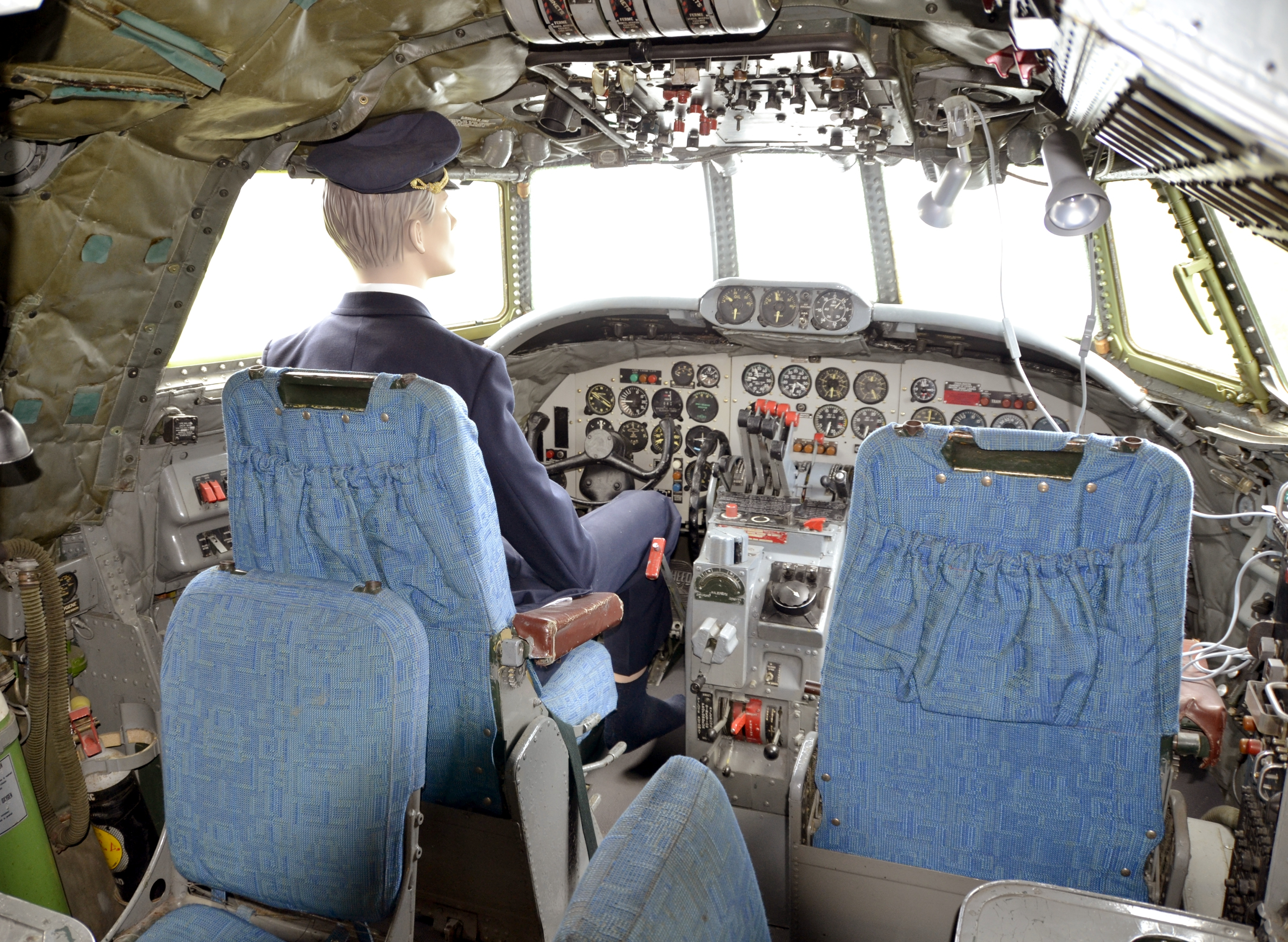
Blick ins Cockpit einer L-1049 G

Die Entwicklungsgeschichte der Constellation begann 1939, als Lockheed im Auftrag von TWA und Pan American ein Projekt für ein 40-sitziges Langstrecken-Verkehrsflugzeug erarbeitete. Der erste Prototyp NX25800 hatte am 9. Januar 1943 seinen Erstflug. Da die USA inzwischen in den Zweiten Weltkrieg eingetreten waren, wurden die für zivile Fluggesellschaften bestimmten Flugzeuge unter der Typenbezeichnung C-69 als militärische Transporter verwendet. Eine große zusätzliche Bestellung der USAAF wurde wegen des sich abzeichnenden Kriegsendes schon im Frühjahr 1945 auf 73 Flugzeuge gekürzt, von denen bis Mai 1945 22 Flugzeuge übernommen wurden. Die übrigen 51 Maschinen erhielten noch im Herstellerwerk eine zivile Innenausstattung für 33 bis 48 Passagiere; sie konnten bei enger Bestuhlung bis zu 60 Fluggäste befördern. Diese Flugzeuge wurden unter der Bezeichnung L-149 am 1. Dezember 1945 für den zivilen Luftverkehr zugelassen. Als erste Luftfahrtgesellschaft startete die Pan American am 3. Februar 1946 auf der Strecke New York – Bermuda den Linienflugbetrieb mit der Constellation. Bis auf drei Exemplare wurden auch alle militärischen C-69 an zivile Betreiber verkauft und erhielten die Typenbezeichnung L-049.
Am 19. Oktober 1946 startete mit der Lockheed L-649 die erste von Anfang an für den zivilen Luftverkehr gebaute Constellation zu ihrem Erstflug. Die L-649 konnte je nach Ausführung 48 bis 81 Fluggäste befördern. Die für den reinen Frachteinsatz konzipierte L-649A, von der nur vier Maschinen gebaut wurden, hatte eine verstärkte Zelle für eine maximale Nutzlast von 10.200 kg. 1947 wurde die L-649 von der L-749 abgelöst. Diese Version entsprach grundsätzlich dem Vorgängermuster, doch ermöglichten zusätzliche Integraltanks in den Außenflügeln eine Steigerung der Reichweite auf 6.400 Kilometer, so dass die Strecke New York–Paris im Nonstopflug bewältigt werden konnte (zuvor waren die Flugzeuge vor der Atlantiküberquerung in Neufundland – Flughafen Gander – zum Auftanken gelandet).
Von dieser Variante wurden insgesamt 50 Maschinen gebaut.

Als Höhepunkt der Constellation-Baureihe galt die L-749A, die ab Sommer 1948 auf dem Markt erhältlich war und von der insgesamt 60 Maschinen gebaut wurden. Da für die Ausnutzung der maximalen Nutzlast bei der L-749/-749A die verfügbaren Laderäume nicht mehr ausreichend waren, entwickelte Lockheed für diese Versionen einen externen Frachtbehälter (Speedpack) mit 2.000 kg Nutzlast, der unter dem Mittelrumpf mit Schnellverschlüssen befestigt wurde und bei Bedarf mitgeführt werden konnte. 

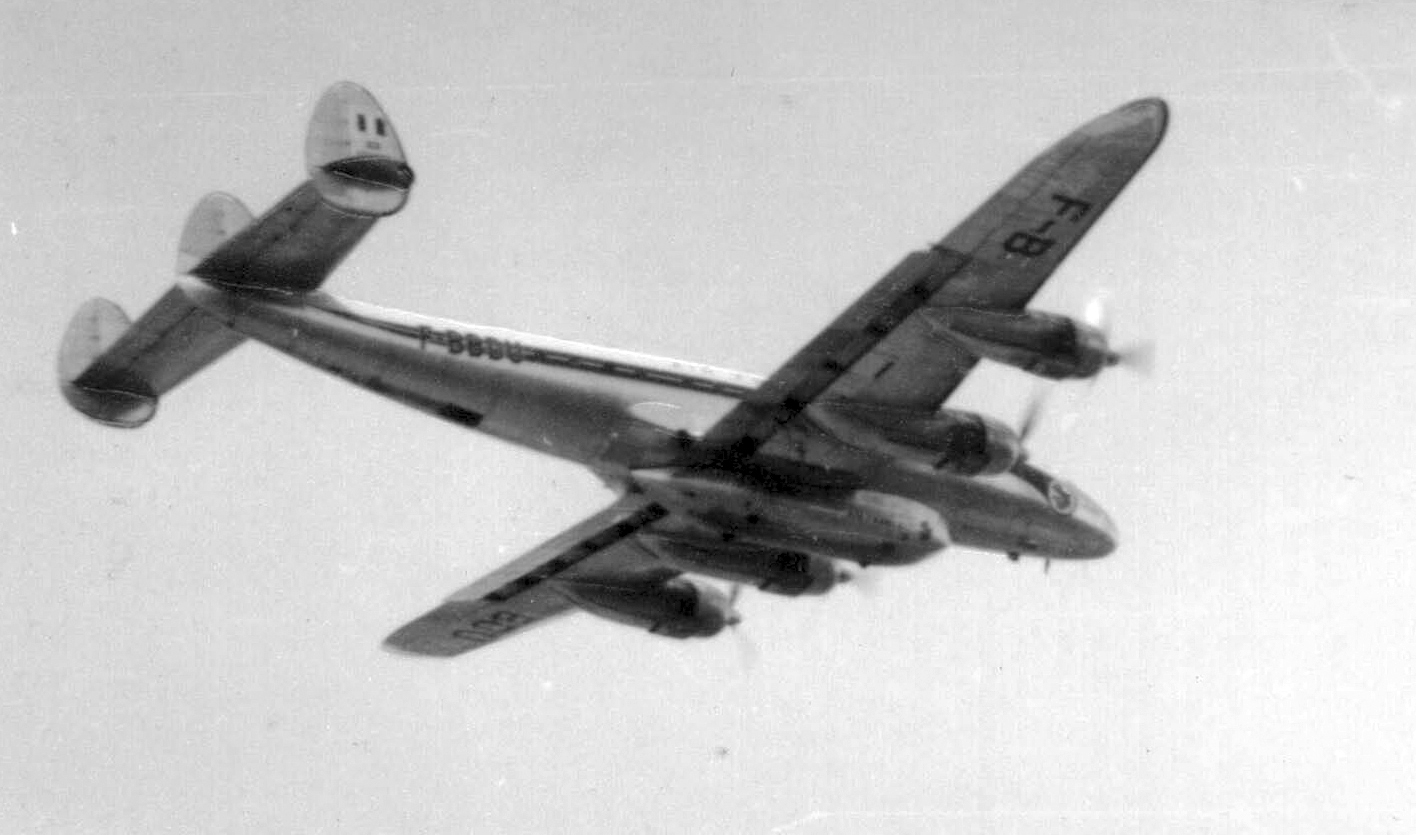
Lockheed Constellation der Air France mit Speedpack, nach dem Start in Frankfurt-Rhein-Main-Flughafen, etwa 1954/55

Insgesamt baute Lockheed 233 Maschinen aller Constellation-Versionen, einschließlich der ursprünglich 34 militärischen C-69, C-121 und PO-1. Größere Constellation-Flotten unterhielten neben Pan American und TWA die Eastern Air Lines, KLM, Air France, Air India sowie die South African Airways.

## Versionen

### L-049 Constellation

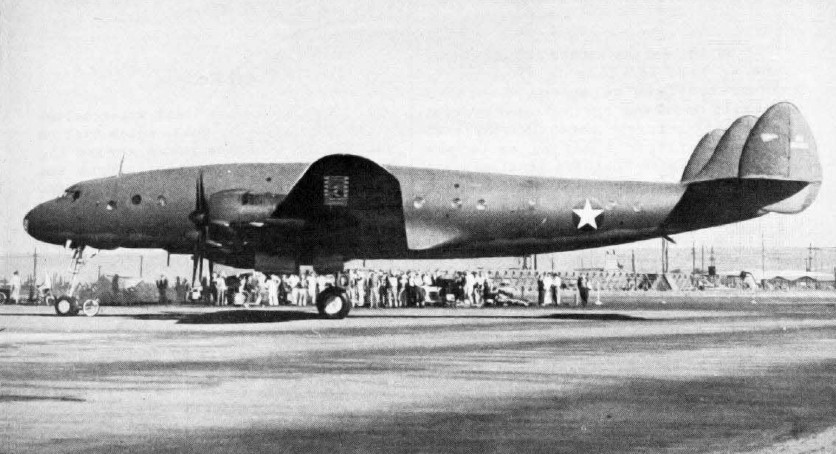
Der Prototyp am 9. Januar 1943

L-049Erste Serienversion, 88 wurden gebaut, davon 22 als C-69
L-649R-3350-749C18BD-Motoren mit je 2.500 PS (1.865 kW) und bis zu 81 Sitzplätzen, 27 wurden gebaut.
L-749um 63 cm verlängerte L-649 mit zusätzlichen 23.640 l Tankinhalt, um den Atlantik nonstop überfliegen zu können, Erstflug am 14. März 1947.
L-749Averstärkte L-749, insgesamt wurden 113 L-749/749A gebaut

### C-69/C-121 Constellation
C-69Bezeichnung für alle Constellations auf Basis der L-049 der United States Army Air Forces, 14 wurden gebaut.
C-69CVIP-Transporter, ein Flugzeug wurde gebaut.
XC-69EUmbau einer C-69 als Testflugzeug für Motoren.
C-121AFrachtflugzeug der USAF auf Basis der L-749, 8 wurden gebaut
VC-121AUmbau von zwei C-121A zu VIP-Transportern.
VC-121BVIP-Transporter für den US-Präsidenten, eine Maschine gebaut.

## Militärische Produktion
Abnahme der C-69/C-121 durch die USAF:
| Version    | 1943 | 1944 | 1945 | 1946 | 1947 | 1948 | 1949 | 1950 | SUMME |
| ---------- | ---- | ---- | ---- | ---- | ---- | ---- | ---- | ---- | ----- |
| C-69       | 1    | 3    | 10   |      |      |      |      |      | 14    |
| C-69C      |      |      | 1    |      |      |      |      |      | 1     |
| C-121A     |      |      |      |      |      | 3    | 6    |      | 9     |
| VC-121B    |      |      |      |      |      |      | 1    |      | 1     |
| PO-1N/WV-1 |      |      |      |      |      |      | 1    | 1    | 2     |
| SUMME      | 1    | 3    | 11   | 0    | 0    | 3    | 8    | 1    | 27    |

## Verkaufszahlen / Bestellungen und Auslieferungen
Von der Grundversion der Constellation (mit dem kürzeren Rumpf) wurden insgesamt 233 Exemplare gebaut:
88 L-049 (davon 73 zivile und 15 militärische)
19 L-649 (alle zivil)
126 L-749 (davon 114 zivile und 12 militärische).

### Zivile Varianten
Von den folgenden Versionen wurden insgesamt 206 zivile Constellations hergestellt:
L-04973 zivile Exemplare (plus 15 militärische) gebaut. Die Kunden dieser Version waren Air France (4), American Overseas Airlines (AOA) (7), BOAC (5), KLM (6), Linea Aeropostal Venezolana (LAV) (2), Panair do Brasil (2), Pan Am (20) und TWA (27).
L-649/L-649A19 Stück gebaut für: Eastern Air Lines (14 L-649) und Chicago and Southern Air Lines (5 L-649A).
L-749/L-749A114 zivile Maschinen gebaut, davon 60 L-749 und 66 L-749A (plus 12 militärische Exemplare): Die Flugzeuge wurden geliefert an Aerlinte Eireann (5), Air France (19), Air India (7), Avianca (2), Chicago and Southern (1), Eastern Air Lines (7), Hughes Tool Company (1), KLM (20), LAV (2), Pan Am (5), QANTAS (4), South African Airways (SAA) (4) und TWA (37).

### Militärische Varianten
Es wurden insgesamt 27 militärische Exemplare der Constellation an die Betreiber US Air Force und US Navy geliefert:
L-049:

USAF (15 Stück):
- C-69 (14 Stück)
- C-69C (1 Stück).

L-749A:

USAF (10 Stück):
- C-121A (9 Stück)
- VC-121B (1 Stück)

US Navy (2 Stück):
- PO-1W (Bu 124437 bis 438).

## Zwischenfälle
Vom Erstflug 1943 bis zum Einsatzende kam es zu 28 Totalverlusten der Lockheed L-049/L-149 Constellation. Bei 18 davon kamen 590 Menschen ums Leben.
Beim Einsatz der Lockheed L-649/L-749 Constellation kam es von 1948 bis Januar 2022 zu 37 Totalverlusten. Bei 22 davon kamen 538 Menschen ums Leben.

## Technische Daten

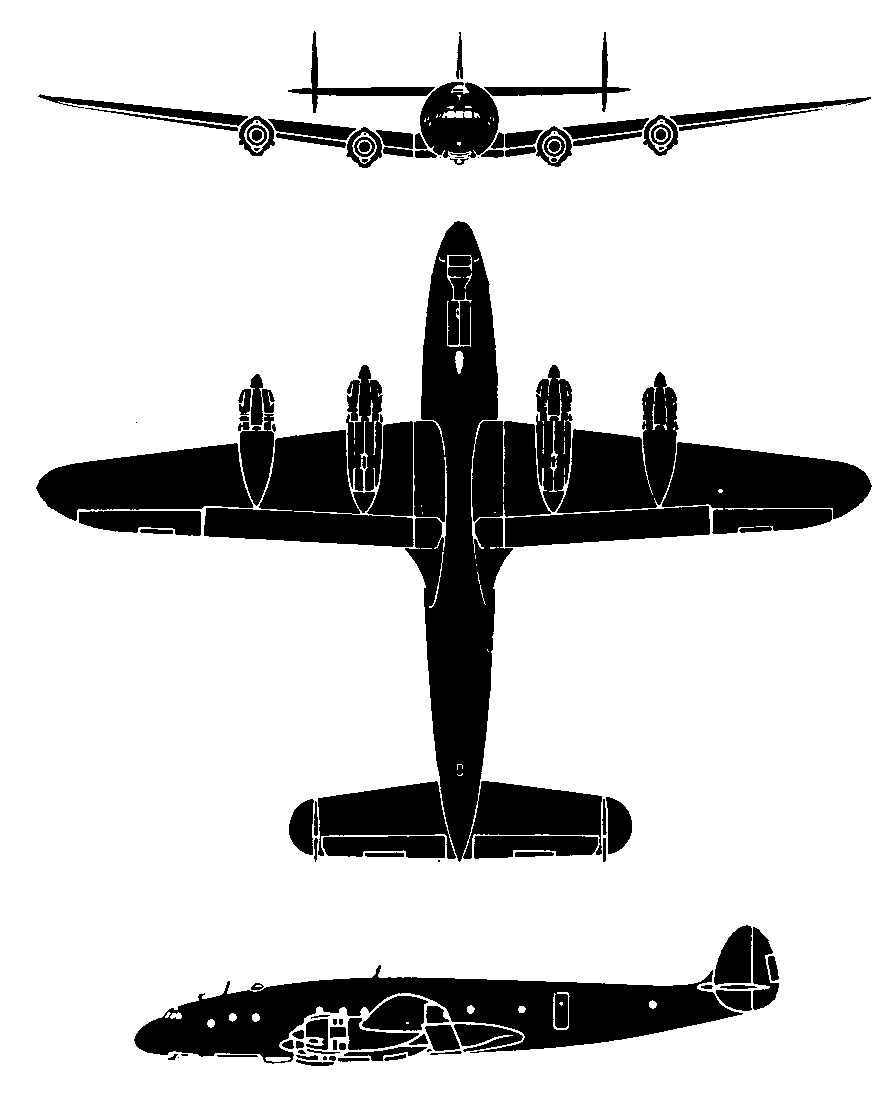
Lockheed L-749A

Lockheed L-749A Constellation
| Kenngröße            | Daten                                                                                            |
| -------------------- | ------------------------------------------------------------------------------------------------ |
| Besatzung            | 5–8                                                                                              |
| Passagiere           | 44–80                                                                                            |
| Länge                | 29,00 m                                                                                          |
| Spannweite           | 37,90 m                                                                                          |
| Höhe                 | 7,10 m                                                                                           |
| Leermasse            | 25.669 kg                                                                                        |
| max. Startmasse      | 48.535 kg                                                                                        |
| Antrieb              | vier Curtiss-Wright R-3350-BD1, luftgekühlte 18-Zylinder-Doppelsternmotoren, 2.500 PS (1.838 kW) |
| Propeller            | dreiblättrig                                                                                     |
| Reisegeschwindigkeit | 520 km/h                                                                                         |
| Reichweite           | 6.400 km                                                                                         |
| Dienstgipfelhöhe     | 8.300 m                                                                                          |

### Restaurierte Constellations
- Aviodrome in den Niederlanden, L-749
- Ralph M. Pettersen’s Constellation Survivors Website (englisch)